# Штурмовая бригада СС «Рейхсфюрер-СС»
Штурмовая бригада СС «Рейхсфюрер-СС» (нем. Sturmbrigade SS "Reichsführer-SS") — тактическое соединение войск СС нацистской Германии периода Второй мировой войны. Была сформирована 14 февраля 1943 года на базе батальона сопровождения рейхсфюрера СС. Бригада принимала участие в боевых действиях на Средиземноморском театре военных действий.

## История
После начала вторжения в СССР 30 июня 1941 года из 1-го батальона 14-го пехотного полка СС «Мёртвая голова» был создан батальон сопровождения рейхсфюрера СС. Батальон входил в состав командного штаба рейхсфюрера СС и в 1941—1942 гг. участвовал в различных антипартизанских акциях.
В декабре 1942 года в составе батальона насчитывалось 823 человека, и он продолжал находиться в тылу действующей армии. Функцию непосредственного сопровождения Генриха Гиммлера в это время исполняли специально отобранные военнослужащие войск СС и чины зенитного подразделения командного штаба.
В феврале 1943 года батальон был развёрнут в штурмовую бригаду СС «Рейхсфюрер-СС». Требуемое количество людей было собрано путём перевода нескольких тысяч человек из дивизии СС «Мёртвая голова». Вместо прежнего батальона Гиммлером был создан новый, который в отличие от предыдущего постоянно его сопровождал.
В июне 1943 года бригада была передислоцирована на Корсику. Она должна была создать плацдарм на юге острова для предстоящей эвакуации немецких войск с Сардинии. После эвакуации 90-й моторизованной дивизии на Корсику бригада получила приказ захватить оккупированный итальянцами город Бастия. 13 сентября после тяжёлых боёв части бригады смогли взять город.
В течение лета 1943 года бригада «Рейхсфюрер-СС», находясь на Корсике, повышала уровень своей боевой подготовки. В это же время планировалось участие одной роты бригады в операции по освобождению Бенито Муссолини, проводимой особым соединением специального назначения СС «Фриденталь». В середине сентября бригада была выведена с Корсики и отправлена в район Любляны. Здесь в октябре 1943 года она была переформирована в 16-ю моторизованную дивизию СС «Рейхсфюрер-СС».

## Местонахождение
- с июня по сентябрь 1943 (Корсика)
- с сентября по октябрь 1943 (Словения)

## Командиры
- оберштурмбаннфюрер СС Карл Гезеле (14 февраля — 3 октября 1943)

## Состав
- 1-й гренадерский батальон СС «Рейхсфюрер-СС» (1. SS-Grenadier-Bataillon "Reichsführer-SS")
- 2-й гренадерский батальон СС «Рейхсфюрер-СС» (2. SS-Grenadier-Bataillon "Reichsführer-SS")
- дивизион штурмовых орудий СС «Рейхсфюрер-СС» (SS-Sturmgeschütz-Abteilung "Reichsführer-SS")
- противотанковый дивизион СС «Рейхсфюрер-СС» (SS-Panzerjäger-Abteilung "Reichsführer-SS")
- зенитный дивизион СС «Рейхсфюрер-СС» (SS-Flak-Abteilung "Reichsführer-SS")

## Награждённые Рыцарским крестом Железного креста
- Карл Гезеле — 4 июля 1944 — оберштурмбаннфюрер СС, командир штурмовой бригады СС «Рейхсфюрер-СС».